# Дворски, Петер
Пе́тер Дво́рски (словацк. Peter Dvorský; род. 25 сентября 1951, Партизанске, Чехословакия) — словацкий оперный певец  (лирический тенор) и педагог. Лауреат Международного конкурса имени П. И. Чайковского (1974), Каммерзенгер (1986, Австрия). В 2013 году награждён государственной наградой Словакии — Крестом Прибины I класса.  Награждён в 2003 году медалью «За заслуги» 1 степени (Чехия).

## Биография
Петер Дворски родился 25 сентября 1951 года в Партизанске, Чехословакия, Словакия, является лирическим тенором. Репертуар певца в основном состоит из партий в операх итальянских и славянских композиторов.
В 1969—1973 годах Петер Дворски учился в Братиславской консерватории в классе профессора Иды Чернецкой. Ещё студентом в 1972 году дебютировал на сцене Словацкого национального театра в партии Ленского в опере Чайковского «Евгений Онегин».
В 1973 году певец выиграл национальный конкурс пения в словацком городе Трнава, а в 1974 году стал лауреатом Международного конкурса имени П. И. Чайковского в СССР в Москве (5-я премия). В 1975 году певец занял первое место в Международном музыкальном конкурсе в Женеве, в результате чего год стажировался в миланском театре Ла Скала под руководством Ренаты Карозиа и Джузеппе Лугга. В 1975—1976 годах выступал в Венской опере. В 1977 году дебютировал в Метрополитен Опера в партии Альфреда в «Травиате», а год спустя в Ла Скала. В 1981—1882 гг. участвовал в фестивале «Арена ди Верона». В 1985 году гастролировал в Большом театре, выступив в партии Еника в опере «Проданная невеста» Сметаны. Выступал на сценах театров Арена ди Верона, Ковент-Гарден, и других.
Петер Дворски является лауреатом Государственной премии бывшей Чехословакии. В 1986 году в Австрии певцу было присуждено почётное звание Каммерзенгера. В 1999 году за исполнение партии Эндрю в опере словацкого композитора Эугена Сухоня «Водоворот» певец получил приз министра культуры.
С 2007 года ведёт ежегодные мастер-классы вокала, являющиеся частью ежегодного музыкального фестиваля в городе Пьештяни в Словакии.
C 2006 года был руководителем оперного театра в городе Кошице, в Словакии, а с 2010 года является директором оперы Словацкого национального театра в Братиславе. В 2012 году Петер Дворски получил приз CENTROPE за организацию и проведение международного детского песенного конкурса «Словацкий соловей».
В 2013 году Петер Дворски награждён государственной наградой Словакии — Крестом Прибины I класса.  Награждён в 2003 году медалью «За заслуги» 1 степени (Чехия).

### Семья
- Четыре брата: певцы Мирослав, Ярослав, Павел и экономист Венделин.
- Женат.

## Дискография
- Альберт Грегор («Средство Макропулоса» Яначека, дирижёр Маккерас, фирма «Decca»)
- Штева («Енуфа» Яначека, дирижёр Маккерас, фирма «Decca»)
- «Проданная невеста» Сметаны с участием Дворски и Бенячковой
- Вертер в фильме-опере «Вертер» (1985, Пражский симфонический оркестр (ФОК), дирижёр Либор Пешек, режиссёр П. Вайгль)
- «Богема» Пуччини с Петером Дворски и Миреллой Френи (29 мая 1983 года, Берлин)
- «Манон Леско» Пуччини с Петером Дворски и Ниной Раутио
- «Любовный напиток» Доницетти с Дворски, Нестеренко, Попп и Вайклем под управлением Вальберга
- сольная пластинка итальянских арий, выпущенная словацкой фирмой «Opus» на виниле
- «Сельская честь» с Дворски, Образцовой и Александру Агаче (1989, выпущена словацкой фирмой «Opus» на виниле)
- Саундтрек фильма-оперы «Вертер» с участием Дворски и Фассбендер (фирмы «TV 2000», «Супрафон», виниловый комплект)
- «Отелло» Верди под управлением Шолти, в которой Дворски спел партию Кассио (на СD)
- «Адриенна Лекуврёр» Чилеа (1989, Ла Скала, под управлением Гавадзени с участием Френи, Дворски, Коссотто (Opus Arte, на DVD)
- «Мадам Баттерфляй» Пуччини под управлением Джузеппе Патане с участием Дворски и Вероники Кинчеш (венгерская фирма «Хунгаротон»)
- «Травиата» Верди под управлением Роберто Патерностро с участием Дворски, Лючии Алиберти, Ренато Брузона — Fujiwara опера Хор и Токийского филармонического оркестра — живая запись, Токио (Capriccio / Delta Music)
- «Стабат Матер» Дворжака под управлением Вольфганга Заваллиша с участием Дворски, Бенячковой, Венкель и Роотеринга (издавалась фирмой «Супрафон» на виниле)
- «Реквием» Дворжака
- «Глаголическая месса» Янека
- и разные другие записи с участием Петера Дворски

## Награды и звания
- 1973 —  первое место в национальном конкурсе пения в городе Трнава (Словакия)
- 1974 — Лауреат Международного конкурса имени П. И. Чайковского (5-я премия) (Россия, Москва)
- 1975 — первое место в Международном музыкальном конкурсе в Женеве (Швейцария)
- 1986 — Почётное звание  «Каммерзенгер» (нем. Kammersängerin) Австрии
- 1999 — приз министра культуры (за исполнение партии Эндрю в опере композитора Эугена Сухоня «Водоворот»)
- 2012 — приз CENTROPE (за организацию и проведение международного детского песенного конкурса «Словацкий соловей»)
- Лауреат Государственной премии бывшей Чехословакии
- 2003 — Медаль «За заслуги» I степени — государственная награда Чехии
- 2013 — Крест Прибины I класса — государственная награда Словакии